# Farhud

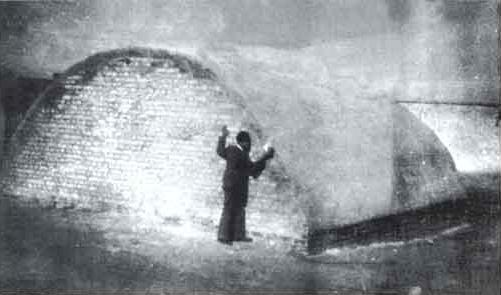
Túmulo em massa para as vítimas da Farhud, 1946

Farhud (em árabe: الفرهود) foi o pogrom ou "despossessão violenta" realizado contra a população judaica de Bagdá, Iraque, de 1 a 2 de junho de 1941, imediatamente após a vitória britânica na Guerra Anglo-Iraquiana. Os distúrbios ocorreram em um vácuo de poder após o colapso do governo pró-nazista de Rashid Ali, enquanto a cidade estava em estado de instabilidade. A violência veio imediatamente após a rápida derrota de Rashid Ali pelas forças britânicas, cujo golpe anterior gerou um curto período de euforia nacional, e foi alimentada por alegações de que judeus iraquianos ajudaram os britânicos. Mais de 180 judeus foram mortos e 1 000 feridos, embora alguns desordeiros não judeus também tenham sido mortos na tentativa de reprimir a violência. Houve saques de propriedades judaicas e 900 casas judaicas foram destruídas.
O Farhud ocorreu durante o feriado judaico de Shavuot. Foi referido como um pogrom que fez parte do Holocausto, embora tal comparação tenha sido contestada.  O evento estimulou a migração de judeus iraquianos para fora do país, embora uma conexão direta com o êxodo judeu do Iraque de 1951-2 também seja contestada, como muitos judeus que deixaram o Iraque imediatamente após o Farhud retornaram ao país e a emigração permanente não acelerou significativamente até 1950-51. De acordo com Hayyim Cohen, o Farhud "foi o único [tal evento] conhecido pelos judeus do Iraque, pelo menos durante seus últimos cem anos de vida lá". O historiador Edy Cohen escreve que até o Farhud, os judeus desfrutavam de condições relativamente favoráveis e coexistência com os muçulmanos no Iraque.

## Fundo

### Comunidade Judaica do Iraque
Houve muitos casos de violência contra os judeus durante sua longa história no Iraque, bem como numerosos decretos promulgados ordenando a destruição de sinagogas no Iraque, e algumas conversões forçadas ao Islã.

### Independência do Iraque
Depois que o Império Otomano foi derrotado na Primeira Guerra Mundial, a Liga das Nações concedeu o mandato do Iraque à Grã- Bretanha. Depois que o rei Ghazi, que herdou o trono de Faisal I, morreu em um acidente de carro em 1939, a Grã-Bretanha instalou 'Abd al-Ilah como regente do Iraque.
Em 1941, os cerca de 150 000 judeus iraquianos desempenhavam papéis ativos em muitos aspectos da vida iraquiana, incluindo agricultura, bancos, comércio e burocracia governamental.

### O Iraque na Segunda Guerra Mundial
O nacionalista iraquiano Rashid Ali al-Gaylani foi nomeado primeiro-ministro novamente em 1940 e tentou se aliar às potências do Eixo para remover a influência britânica restante no país.
Grande parte da população manteve sentimentos anti-britânicos significativos desde a revolta iraquiana de 1920, embora a população judaica fosse vista como pró-britânica durante a Segunda Guerra Mundial, contribuindo para a separação das comunidades muçulmana e judaica.
Além disso, entre 1932 e 1941, a embaixada alemã no Iraque, chefiada pelo Dr. Fritz Grobba, apoiou significativamente os movimentos antissemitas e fascistas. Intelectuais e oficiais do exército foram convidados para a Alemanha como convidados do partido nazista, e material anti-semita foi publicado nos jornais. A embaixada alemã comprou o jornal Al-alam Al-arabi ("O mundo árabe") que publicou, além da propaganda anti-semita, uma tradução de Mein Kampf em árabe. A embaixada alemã também apoiou o estabelecimento da Al-Fatwa, uma organização juvenil baseada no modelo da Juventude Hitlerista.

## Eventos anteriores ao Farhud

### O golpe da Praça Dourada

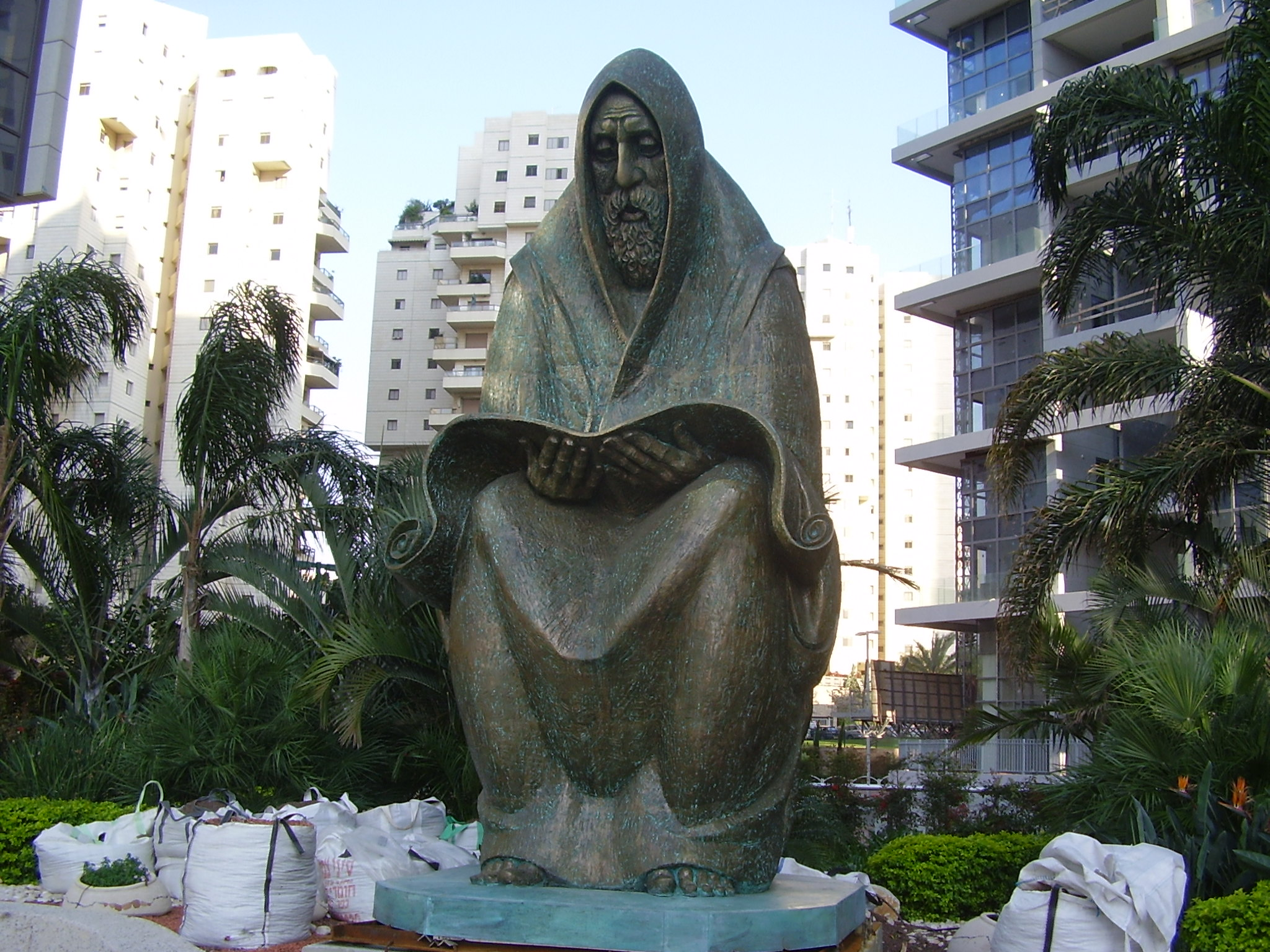
Monumento "Oração" em Ramat Gan em memória dos judeus que foram mortos no Iraque no Pogrom "Farhud" (1941) e na década de 1960

Em 1941, um grupo de oficiais iraquianos pró-nazistas, conhecidos como "Praça Dourada" e liderados pelo general Rashid Ali, derrubou o regente Abdul Ilah em 1º de abril, após realizar um golpe bem-sucedido. O golpe teve apoio popular significativo, particularmente em Bagdá. O historiador Orit Bashkin escreve que "todos, aparentemente, ansiavam pela saída dos britânicos após duas longas décadas de interferência nos assuntos iraquianos".

### Ações anti-semitas anteriores ao Farhud
Sami Michael, uma testemunha do Farhud, testemunhou: "A propaganda antissemita foi transmitida rotineiramente pela rádio local e pela Rádio Berlim em árabe. Vários slogans antijudaicos foram escritos nas paredes a caminho da escola, como "Hitler estava matando os germes judeus". Lojas de propriedade de muçulmanos tinham 'muçulmano' escrito nelas, para que não fossem danificadas no caso de distúrbios antijudaicos".

## Farhud (1 a 2 de junho de 1941)
De acordo com o governo iraquiano e fontes históricas britânicas, a violência começou quando uma delegação de judeus iraquianos chegou ao Palácio das Flores (Qasr al Zuhur) para se encontrar com o regente Abdullah, e foram atacados no caminho por uma multidão árabe iraquiana ao atravessar a ponte Al Khurr. A desordem civil árabe iraquiana e a violência se espalharam rapidamente para os distritos de Al Rusafa e Abu Sifyan, e pioraram no dia seguinte, quando elementos da polícia iraquiana começaram a se juntar aos ataques à população judaica, envolvendo lojas pertencentes a ela sendo incendiadas e uma sinagoga sendo destruída.
No entanto, o prof. Zvi Yehuda sugeriu que o evento que desencadeou o tumulto foi uma pregação antijudaica na mesquita Jami-Al-Gaylani, e que a violência foi premeditada e não uma eclosão espontânea.

### Vítimas
O número exato de vítimas é incerto. Com relação às vítimas judias, algumas fontes dizem que cerca de 180 judeus iraquianos foram mortos e cerca de 240 ficaram feridos, 586 empresas de judeus foram saqueadas e 99 casas judias foram destruídas. Outros relatos afirmam que quase 200 foram mortos e mais de 2.000 feridos, enquanto 900 casas de judeus e centenas de lojas de judeus foram destruídas e saqueadas. O Babylonian Jewry Heritage Center, com sede em Israel, sustenta que, além de 180 vítimas identificadas, cerca de outras 600 não identificadas foram enterradas em uma vala comum. Zvi Zameret, do Ministério da Educação de Israel, diz que 180 pessoas foram mortas e 700 ficaram feridas. Bashkin escreve que "um elemento constante que aparece na maioria dos relatos do Farhud é uma narrativa relativa a um bom vizinho [. . . ] A julgar pelas listas de judeus mortos, parece que os judeus em bairros mistos tinham uma chance melhor de sobreviver aos distúrbios do que aqueles em áreas uniformemente judaicas". De acordo com documentos descobertos no Arquivo Judaico Iraquiano, mais de 1 000 judeus foram assassinados ou desaparecidos.
Quando as forças leais ao regente entraram para restaurar a ordem, muitos desordeiros foram mortos. O Relatório da Comissão Iraquiana observou que: "Depois de algum atraso, o Regente... providenciou o envio de tropas para assumir o controle... Não houve mais tiros sem objetivo para o ar; suas metralhadoras varreram as ruas das pessoas e rapidamente pararam os saques e tumultos."  O embaixador britânico observou que o segundo dia foi mais violento que o primeiro e que "as tropas iraquianas mataram tantos desordeiros quanto os desordeiros mataram judeus".  O Relatório da Comissão Iraquiana estimou o número total de judeus e muçulmanos mortos em 130. Eliahu Eilat, um agente da Agência Judaica estimou 1.000 como o número total de judeus e muçulmanos que morreram, com outras contas semelhantes estimando 300-400 desordeiros mortos pelo exército do regente. 

## Consequências

### Resposta monarquista iraquiana
Dentro de uma semana dos tumultos, em 7 de junho, o governo monarquista iraquiano restabelecido criou um Comitê de Inquérito para investigar os eventos.
O governo monarquista agiu rapidamente para suprimir os partidários de Rashid Ali. Como resultado, muitos iraquianos foram exilados e centenas foram presos. Oito homens, entre eles oficiais e policiais do Exército iraquiano, foram legalmente condenados à morte em consequência da violência do recém-criado governo iraquiano pró-britânico.

### Comemorações
Um monumento, chamado Oração, localizado em Ramat Gan, é em memória dos judeus que foram mortos no Iraque durante o Farhud e na década de 1960.
1 de junho de 2015 foi o primeiro Dia Internacional da Farhud nas Nações Unidas.